# Страсна п'ятниця

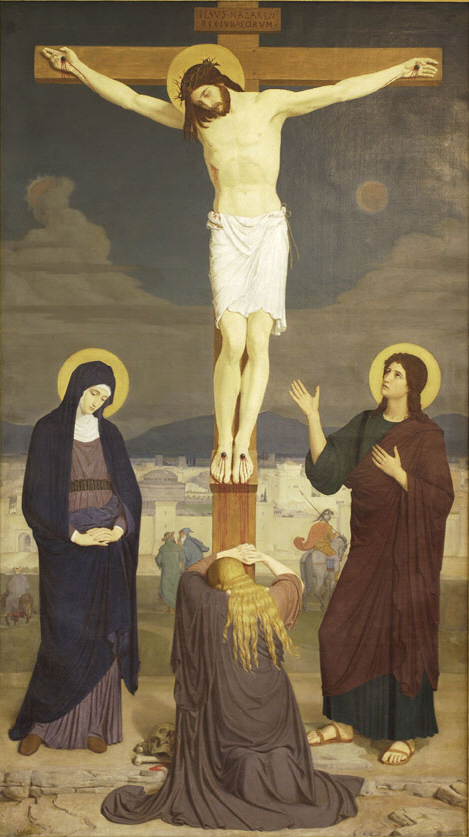
Розп'ятий Ісус

Страсна п'ятниця, також Стражденна, Велика, або Свята — згідно з християнським віровченням — день розп'яття Христа.
У Новому Заповіті чітко вказано цей день — п'ятниця перед єврейською Пасхою (Песахом). Євангеліє від Івана (19:14-18) подає такий текст:
|  | 14. Тоді була п'ятниця перед Пасхою, близько шостої години. І сказав Пилат юдеям: Ось, Цар ваш! 15. Але вони закричали: Геть! Геть Його! Розіпни Його! Пилат сказав їм: Царя вашого маю розп'ясти? Первосвященники відповіли: Немає в нас царя, окрім кесаря. 16. Тоді нарешті він видав Його їм на розп'яття. І схопили Ісуса і повели. 17. І, несучи хреста Свого, Він вийшов на місце, що звалося Череповищем, а єврейською Ґолґота; 18. І там розп'яли Його і з Ним двоє інших, по той і по другий бік, а посередині Ісуса. |

Для вірян це найскорботніший день Страсного (Великого) тижня, за два дні перед Великоднем. Християни присвячують цей день згадці про страждання, смерть Ісуса Христа на хресті, зняття Його з хреста та поховання.

## Страта на хресті
Розп'яття на хресті було найганебнішою стратою. Такою смертю страчували : розбійників, убивць, бунтівників і злочинних рабів. Окрім нестерпних болів у всіх частинах тіла і страждань, розп'ятий відчував страшну спрагу.
Коли все було приготовлено, воїни розіп'яли Ісуса Христа. Коли ж розпинали Його, Він молився за Своїх мучителів, говорячи: «Отче, прости їм, бо вони не знають, що роблять». При хресті Спасителя стояли Матір Його, апостол Іван, Марія Магдалина і ще декілька жінок, які вшановували його. Ісус Христос, побачивши Матір Свою і Івана, якого особливо любив, говорить Матері Своїй: «Жінко, ось син Твій». Потім говорить Івану: «Ось мати твоя» (Ів. 19:27). Під час страждань Спасителя на Голгофі сталося знамення. З тієї години, як Спаситель був розп'ятий, сонце затьмарилося і настала темрява всією землею і тривала до самої смерті Спасителя.
В Євангелії від Івана сказано: «Так Бог полюбив світ, що дав Сина Свого Єдинородного, щоб кожен, хто вірує в Нього, не згинув, але мав життя вічне».

## Літургія
У Велику п'ятницю Божественна літургія не правиться, натомість читається Євангеліє про Страсті Христові. У середині дня відправляється вечірня з чином виносу плащаниці. Ввечері у Велику п'ятницю в храмах правиться утреня Великої суботи з чином поховання плащаниці.
Велика П'ятниця — день суворого посту. Існує традиція не їсти у Велику п'ятницю до закінчення чину виносу плащаниці, а потім вживати лише хліб та воду.

## Традиція
У п'ятницю напередодні свята Пасхи розіп'яли Ісуса Христа. Віряни в цей день нічого не їдять до виносу плащаниці з вівтаря на середину церкви; а це звичайно бувало близько 2-ї години пополудні. Існував звичай у Страсну п'ятницю обносити плащаницю тричі навколо церкви. Це був гарний звичай: в огорожі біля церкви в кілька рядів стояли люди, по-святковому одягнені, і панував спокійний урочистий настрій. На Галичині в Страсну п'ятницю дзвони замовкають. У дзвіниці до бантини чіпляють грубу дерев'яну дошку, і замість дзвонів дзвонар двома дерев'яними молотками «виклепує» по цій дошці, сповіщаючи людей про службу Божу. В момент виносу плащаниці діти також вистукують спеціальними ручними калатальцями. Повернувшись із церкви, родина звичайно сідає за стіл обідати. Обід у Страсну п'ятницю — пісний, навіть риби їсти в цей день не можна. Здебільшого обходяться городиною: капустою, картоплею, огірками.
Ні шити, ні прясти в Страсну п'ятницю не можна. Великий гріх рубати дрова або що-небудь тесати сокирою. Колись наші господині в селах робили в цей день дві роботи: пекли паски (зазвичай це і робили саме у Страсну п'ятницю) та садили капусту — вважалося, що це робити можна, не гріх. Але іншу працю на землі не можна робити, якщо саджати щось в цей день — то врожаю не буде. За народним віруванням, у Страсну п'ятницю не можна співати — гріх. На Херсонщині кажуть, що хто співає в Страсну п'ятницю, той на Великдень буде плакати. У багатьох країнах світу Страсна п'ятниця — вихідний день.
Православні і греко-католики, а також всі християни східного обряду, відзначають Велику, або Страсну, п'ятницю — найскорботніший день року, коли християнська церква згадує про страждання Ісуса Христа на хресті за людський рід. Католики також традиційно проводять Велику П'ятницю в пості, молитві та святій тиші.